# Veress Ferenc (orvos, 1877–1962)
Veress Ferenc (Bukarest, 1877. április 23. – Bukarest, 1962. május 18.) erdélyi magyar orvos, bőrgyógyász, orvosi szakíró, szerkesztő, egyetemi tanár. Veress Endre (1868–1953) történész testvére, Veress Ferenc (1907–1989) orvos apja.

## Életútja
Édesapja, Veress Sándor emigráns 1848-as honvédtiszt és mérnök. Középiskoláit Nagyszalontán, majd a kolozsvári Református kollégiumban végezte. Az I. Ferenc József Tudományegyetemen kapott orvosi diplomát 1902-ben. Tanulmányútjain osztrák, német és francia egyetemek bőrgyógyászati klinikáit látogatta; 1910-ben a bőrbetegségek kór- és gyógytana témakörből szerzett magántanári minősítést a kolozsvári egyetemen. Az első világháborúban csaknem négy évig teljesített frontszolgálatot tábori kórházakban, őrnagyi rangban szerelt le. 1918-ban kinevezték az újonnan szervezett pozsonyi egyetemre tanárnak, állását azonban az összeomlás és az ottani magyar egyetem megszüntetése után elvesztette. 1919-ben elnyerte a kolozsvári egyetem Bőr- és Nemibetegségek Klinikáján a tanszékvezető professzori állást, miután azonban a kolozsvári magyar egyetemet a román állam bezárta, 1921-ben a Szegedre áttelepült Ferenc József Tudományegyetemen berendezte, beindította és rövid ideig vezette ugyanezt a klinikát. A következő évben családi okok miatt lemondott tisztségéről és visszatért előbb Kolozsvárra, ahol magánorvosként tevékenykedett, majd 1936-tól haláláig Bukarestben élt.

## Szakírói és szerkesztői munkája
1923-tól szerkesztője volt a Kolozsváron megjelenő Erdélyi Orvosi Lap c. folyóiratnak. Itt jelent meg Felhívás magyar orvostársainkhoz c., előfizetést sürgető, de egyben a magyar nyelvű orvostudomány művelésére is szólító cikke. 1921–25 között egyik kiadója az e folyóirat fontosabb tanulmányait különlenyomatok formájában megjelentető sorozatnak, amely Az Erdélyi Orvosi Lap Tudományos Közleményei címet viselte. 1922–36 között az újraalakult EME Orvostudományi Szakosztályának elnöke. Ez idő alatt szerkesztette az Értesítő az EME Orvostudományi Szakosztályából 45. és 46. kötetét és Koleszár Lászlóval együtt a Nagybányán 1932-ben és Brassóban 1934-ben tartott EME-vándorgyűlések orvoskongresszusainak Emlékkönyvét.

## Kutatási területe
Dermatózisok, bőrgombásodások kezelése, a nemi betegségek, főleg a szifilisz megelőzése és gyógykezelése. Dolgozatai az Orvosi Hetilap, Gyógyászat, Erdélyi Orvosi Lap, Értesítő az EME Orvostudományi Szakosztályából, Dermatologische Wochenschrift, Archiv für Dermatologie c. szaklapokban és több tanulmánykötetben (a Purjesz- és a Lechner-emlékkönyvben. Kolozsvár, 1903, ill. 1915) jelentek meg.

## Önálló kötete
- Kozmetika orvosok részére (Kolozsvár, 1913)